# (4133) Heureka
(4133) Heureka ist ein Asteroid des Hauptgürtels, der am 17. Februar 1942 von der finnischen Astronomin Liisi Oterma in Turku entdeckt wurde.
Am 27. Juni 1991 wurde er nach dem Science Center Heureka im finnischen Vantaa benannt.